# Stanislav Heller
Pour les articles homonymes, voir Heller.
Stanislav Heller (Brno, 15 septembre 1924 – Jihlava, 23 janvier 2000) est un claveciniste et musicologue d'origine tchèque.

## Biographie
Stanislav naît dans une famille aisée. Son père est avocat. Il étudie le piano avec Vilém Kurz (qui enseignait avec des méthodes rigoureuses de Teodor Leszetycki) et l'orgue avec Bedřich Wiederman au Conservatoire de Prague.
Après la Seconde Guerre mondiale, sa famille émigre en Amérique du Sud (Buenos Aires) en raison des bouleversements politiques. En 1947, Stanislav Heller s'installe à Londres et plus tard devient sujet britannique.
Sous l’inspiration de Thomas Goff – un excentrique qui pousse d'autres musiciens tels George Malcolm et Thurston Dart vers les pratiques de musique ancienne – et quelques leçons d’Aimée Van de Wiele et Ralph Kirkpatrick, il commence une carrière de claveciniste de concert (l'un des premiers du XXe siècle) et effectue des tournés avec Rafael Kubelík. Il enseigne au Royal College of Music et effectue des tournées en Europe et en Amérique du Sud.
En 1968, il s'installe à Fribourg-en-Brisgau en tant que professeur de clavecin et de musique de chambre ancienne, à l'Université de musique de Fribourg (1968 à 1989).
Stanislav Heller a une affinité particulière avec la musique française pour clavecin, et le répertoire contemporain : en 1956, il a persuadé Bohuslav Martinů de réviser (et éventuellement de publier) son concerto pour clavecin (1935), qu’Heller a interprété sous la direction de Kubelík.